# MC Billeta
Benjamín Correa (Santiago, Chile, 20 de enero de 1999), más conocido como Billeta o Paysndu, es un cantante y productor  chileno de rap

## Biografía
MC Billeta nació en la Población de Chacabuco Uno, de la comuna de Recoleta en Santiago de Chile. Es el menor de tres hermanos. Se inició en mundo del rap por las influencias de sus hermanos mayores participando activamente desde la edad de 4 años.
El apodo de "Billeta" nace como anécdota de sus hermanos mayores pues, al ser tan pequeño de edad, le costaba realizar sus improvisaciones; entonces las escribía en pedazos de servilletas para luego cantárselas a ellos durante la hora del té. 
Sus primeros pasos los realizó cantando primeramente en su colegio y luego en tocadas, dándose a conocer dentro del movimiento underground de la Zona Norte de Santiago. En ese camino, ha sido llamado a cantar en programas de TV, en grandes encuentros latinoamericanos de Hip Hop y a telonear a estrellas internacionales como Busta Rhymes, Onyx, Jeru The Damaja, Mucho Muchacho y Mexicano 777.
En el año de 2010, fue invitado por el productor y DJ chileno DJ Bitman a participar en el himno oficial de la Teletón, campaña que realizó junto a otros artistas, como Francisca Valenzuela, Leo ReyLyos Charros de Lumaco. 
En 2011 lanzó su disco debut Pedaleando Lento también producido por DJ Bitman, del que se desprenden los sencillos No no no y Puede que, y que lo llevó a ser el artista más joven en presentarse en el Festival internacional Lollapalooza, compartiendo escenario con Foo Fighters, Skrillex, MGMT y The Crystal Method, entre otros. A pesar de su corta edad ha participado en grandes festivales Nacionales como son FRONTERA FESTIVAL, DIA DE LA MÚSICA,ROCKODROMO, LACUMBRE DEL ROCK, FESTIVAL NEUTRAL, CONGRESO FUTURO.
Junto a su hermano mayor,NIEL BROWN, también rapero forma el dúo “ORFANATO” con el cual cuentan con un EP titulado “Música para el alma”, además tiene un proyecto junto con el Beatmaker Gonem Beats llamado “DaHomis” editando “Música Privá Vol. 1"
Desde 2012 que se encuentra grabando un documental centrado en su vida llamado “Decisión correcta”,nombre que adopta del sencillo del disco debut de DJDacel "Sol de Octubre" donde colabora junto a su hermano NIEL BROWN bajo la dirección de la ganadora del Festival Internacional de Cine Documental Musical In-Edit Fernanda Marín Más que el doble. El Elvis chileno (2009) y el audiovisualista Maximiliano Rojas,Aunque está terminado, los cineastas siguen filmando la vida de Billeta colaborando con otros Hiphoperos Chilenos y Banda musicales como BandaSinergia,LosPlumabits,Los Pata E Cumbia,etc.
Durante el año 2021 presenta su último álbum, Invencible, el primero a gran escala en una década. En este trabajo muestra las diversas influencias musicales que lo han acompañado desde su adolescencia hasta la actualidad. Uno de los temas del disco fue incluido en la serie nacional Cromosoma 21, protagonizada por el actor Chileno Gastón Salgado.
En 2022 lanza Pdlnt 2, un proyecto discográfico que reúne colaboraciones con artistas de Canadá, España, Estados Unidos, Brasil y Chile. En esta ocasión, asume el rol de productor bajo el seudónimo “Paysndu”, labor que ya había comenzado a explorar en Invencible.
Ya en 2023, se estrena a nivel nacional su documental Decisión Correcta en el festival In-Edit, donde fue seleccionado como finalista en su categoría.

## Discografía
- 2008 - El pequeño gigante(Demo, Independiente)
- 2011 - Pedaleando Lento (Warner Music Group)
- 2015 - Nada Especial (Mixtape,Independiente)
- 2021 - Invencible (Sello Norte)
- 2022 - PDLNT 2 (Sello Norte)

## Con: “DaHomis”
- 2017 - Música Privá Vol. 1(Independiente)

## Con: “Orfanato”
- 2019 - Música para el alma(Sello Norte)
- 2025 - Fuera de casa

## Con: “Paysndu”
- 2024 - Rawcomics vol. 1(Sello Norte)
- 2025 - Unreleased beats(Sello Norte)

## Videografía
- No no no  dirigido por Eduardo Bertran (2011)
- Puede que  dirigido por Piero Medone (2012)
- Ciencia y filosofía (en vivo)  dirigido por FlickMotion (2012)
- Está al Revés  dirigido por Hector Zamora (2013)
- Qué sabes tú  dirigido por Gold Monsta (2014)
- Era  Dahomis dirigido por BYBOOVisual (2017)
- WTF  Dahomis dirigido por Bigoteaudiovisal (2018)
- Esta Vez  dirigido por Pablo Silva (2020)
- Invencible  dirigido por Gonzalo Ortega (2020)
- Solo  dirigido por Cristóbal López / Pablo Silva (2021)
- Ouvido Atento  dirigido por Will Jcv (2022)
- Podemos Dar  dirigido por Pablo Villegas (2022)
- Sigue  dirigido por Will Jcv (2022)

## Filmografía
Cromosoma 21 Capítulo dos «Buscando a Bekam» "dirigido por Matías Venables (2022)
Decisión Correcta Documental "dirigido por Fernanda Marín (2023) 